# Tommy Lycén
Tommy Lycén, född 5 oktober 1981, är en svensk före detta fotbollsspelare, mittfältare. Efter att Gais valt att inte förlänga kontraktet med Lycén på grund av en skadad hälsena skrev han på för Örgryte IS den 30 juli 2011. Under hans andra sejour i Örgryte IS blev det totalt 30 matcher i Division 1 innan klubben på sin hemsida meddelade att han lämnar klubben. Den 14 mars 2014 offentliggjordes nyheten att Tommy Lycén skrivit på för Västra Frölunda IF.